# سفارة فرنسا في نيوزيلندا
سفارة فرنسا في نيوزيلندا هي أرفع تمثيل دبلوماسي لدولة فرنسا لدى نيوزيلندا. تقع السفارة في ويلينغتون وهي تهدف لتعزيز المصالح الفرنسية في نيوزيلندا.

## وصلات خارجية
- الموقع الرسمي
- قائمة سفارات فرنسا
- قائمة السفارات في نيوزيلندا